# São Paulo de Olivença (kommun)
São Paulo de Olivença är en kommun i Brasilien.   Den ligger i delstaten Amazonas, i den västra delen av landet, 2 700 km nordväst om huvudstaden Brasília. Antalet invånare är 31 426.
Följande samhällen finns i São Paulo de Olivença:
- São Paulo de Olivença

I omgivningarna runt São Paulo de Olivença växer i huvudsak städsegrön lövskog. Trakten runt São Paulo de Olivença är nära nog obefolkad, med mindre än två invånare per kvadratkilometer.